# Дубовиця (Великий Буковець)
Дубовиця (хорв. Dubovica) — населений пункт у Хорватії, у Вараждинській жупанії у складі громади Великий Буковець.

## Населення
Населення за даними перепису 2011 року становило 312 осіб.
Динаміка чисельності населення поселення:

## Клімат
Середня річна температура становить 10,58 °C, середня максимальна – 25,67 °C, а середня мінімальна – -6,33 °C. Середня річна кількість опадів – 773 мм.
| Клімат поселення                              | Клімат поселення | Клімат поселення | Клімат поселення | Клімат поселення | Клімат поселення | Клімат поселення | Клімат поселення | Клімат поселення | Клімат поселення | Клімат поселення | Клімат поселення | Клімат поселення | Клімат поселення |
| Показник                                      | Січ.             | Лют.             | Бер.             | Квіт.            | Трав.            | Черв.            | Лип.             | Серп.            | Вер.             | Жовт.            | Лист.            | Груд.            |                  |
| Середній максимум, °C                         | 5,72             | 7,69             | 12,27            | 16,86            | 22,62            | 25,67            | 24,04            | 23,38            | 19,32            | 14,56            | 8,69             | 4,83             |                  |
| Середня температура, °C                       | −0,3             | 1,69             | 6,25             | 10,82            | 16,60            | 19,65            | 20,28            | 19,63            | 15,56            | 10,80            | 4,93             | 1,07             |                  |
| Середній мінімум, °C                          | −6,33            | −4,35            | 0,22             | 4,81             | 10,57            | 13,62            | 16,52            | 15,86            | 11,81            | 7,04             | 1,17             | −2,68            |                  |
| Норма опадів, мм                              | 39               | 39               | 47               | 61               | 70               | 87               | 82               | 76               | 74               | 67               | 76               | 55               |                  |
| Середньомісячна швидкість вітру, м/с          | 2.20             | 2.40             | 2.78             | 2.70             | 2.50             | 2.23             | 2.20             | 1.90             | 2.00             | 2.00             | 2.20             | 2.20             |                  |
| Середньомісячна сонячна радіація, кДж/м²·день | 4002             | 6754             | 10600            | 15015            | 19211            | 21115            | 21671            | 19085            | 14041            | 8699             | 4486             | 3244             |                  |
| --------------------------------------------- | ---------------- | ---------------- | ---------------- | ---------------- | ---------------- | ---------------- | ---------------- | ---------------- | ---------------- | ---------------- | ---------------- | ---------------- | ---------------- |
| Джерело:                                      |                  |                  |                  |                  |                  |                  |                  |                  |                  |                  |                  |                  |                  |